# Karl-Heinz Schnepel
Karl-Heinz Schnepel (* 15. April 1932 in Obernbeck; † 3. Januar 2008) war ein deutscher Politiker und ehemaliger Landtagsabgeordneter (SPD).

## Leben und Beruf
Nach dem Besuch der Volksschule absolvierte er eine Formerlehre. Von 1949 bis 1980 war er in verschiedenen Gießereien tätig.
Der SPD gehörte Schnepel seit 1961 an. Er war in verschiedenen Parteigremien tätig. Von 1974 bis 1984 war er stellvertretender Bürgermeister in Löhne. Seit 1946 war er Mitglied der Industriegewerkschaft Metall und der Arbeiterwohlfahrt. Schnepel war verheiratet und hatte drei Kinder.

## Abgeordneter
Vom 29. Mai 1980 bis 31. Mai 1995 war Schnepel Mitglied des Landtags des Landes Nordrhein-Westfalen. Er wurde jeweils im Wahlkreis 109 Herford II direkt gewählt.
Dem Gemeinderat der Stadt Löhne gehörte er von 1969 bis 1984 an. Von 1969 bis 1972 war Schnepel Mitglied im Kreistag des Kreises Herford.